# Излучины Миссури
«Излучины Миссури» (англ. The Missouri Breaks) — кинофильм режиссёра Артура Пенна. Фильм был снят в штате Монтана, в том числе в городе Верджиния-Сити.
В главных ролях снялись актёры, получившие премию «Оскар» за главную мужскую роль в 1972 (Марлон Брандо) и 1975 (Джек Николсон) годах. За участие в фильме Брандо получил 1 млн долларов США за пять недель съёмок плюс 11,3 % от сборов, а Николсон за 10 недель съёмок — 1,25 млн и 10 % соответственно. Однако фильм провалился в прокате, критики также встретили фильм в основном негативными отзывами.

## Сюжет
Дэвид Брекстон много лет владеет ранчо на реке Миссури. Под его управлением когда-то дикие и бесплодные земли со временем стали давать богатые урожаи. Но благополучная жизнь фермера привлекает внимание известного преступника-конокрада (Джек Николсон). Когда в опасности оказывается не только хозяйство фермера, но и его семейная жизнь, Брекстон наносит ответный удар. Он нанимает для избавления от одного преступника другого, настоящего охотника за головами (Марлон Брандо). В результате всё становится только хуже…

## В ролях
- Джек Николсон — Том Логан
- Марлон Брандо — Роберт Ли Клейтон
- Кэтлин Ллойд — Джейн Брекстон
- Джон Малайам — Дэвид Брекстон
- Рэнди Куэйд — Малыш Тодд
- Фредерик Форрест — Кэри
- Гарри Дин Стэнтон — Кэл
- Стив Франкен — Одинокий Малыш
- Сэм Гилмэн

## Съёмочная группа
- Режиссёр: Артур Пенн
- Продюсер: Эллиотт Кастнер, Мэрион Розенберг, Роберт М. Шерман
- Сценарист: Роберт Таун, Томас Макгуейн
- Композитор: Джон Уильямс
- Оператор: Майкл С. Батлер

## Факты
- 52-летний Брандо появился на экране впервые за 4 года после «Крёстного отца» и «Последнего танго в Париже».
- Брандо исполнил роль наёмного убийцы в весьма специфической манере, его герой балансирует на грани сумасшествия и трансвестизма.
- Метательное оружие Клейтона было предложено самим Марлоном Брандо, который хорошо разбирался в метании ножей.
- Во время съёмок одна лошадь пала, ещё несколько были травмированы, что вызвало недовольство организации по защите животных.
- Картина упоминается в фильме «Время», где герой Руфуса Сьюэлла пытается вспомнить название фильма, в котором «снимались Джек Николсон и Марлон Брандо».